# Hagmolenbeek

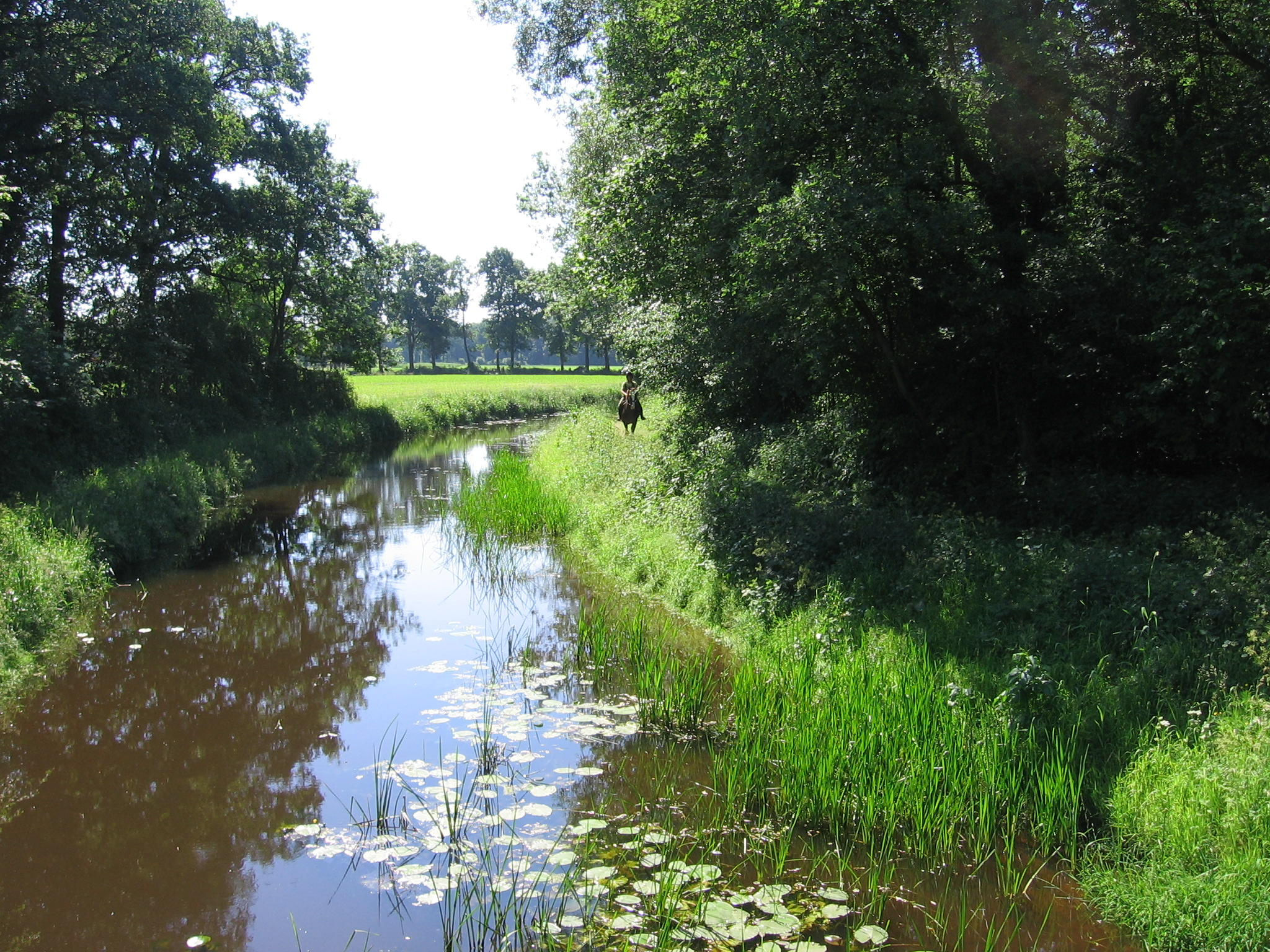
De Hagmolenbeek nabij Bentelo

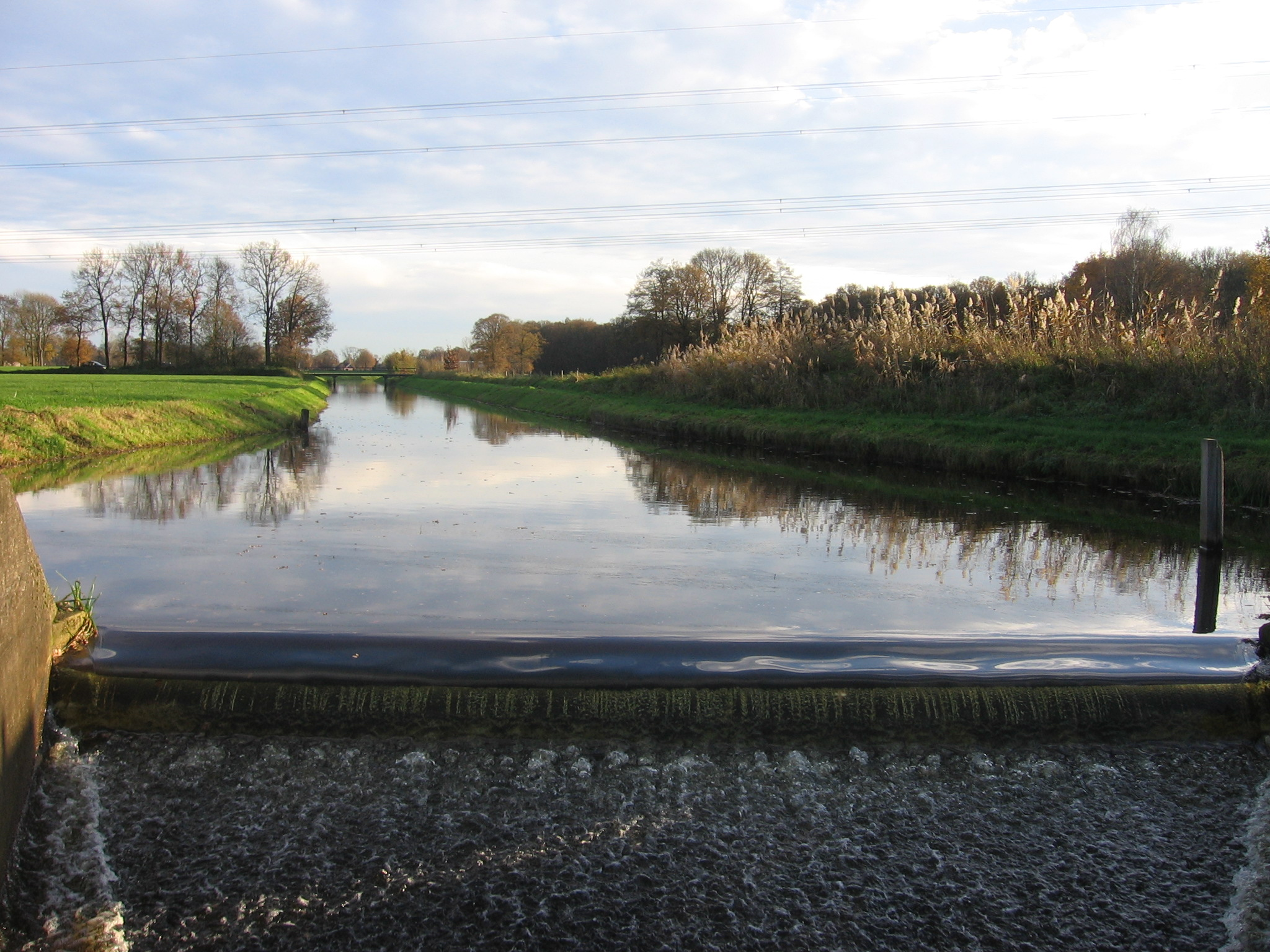
De Hagmolenbeek bij de uitmonding in het Twentekanaal

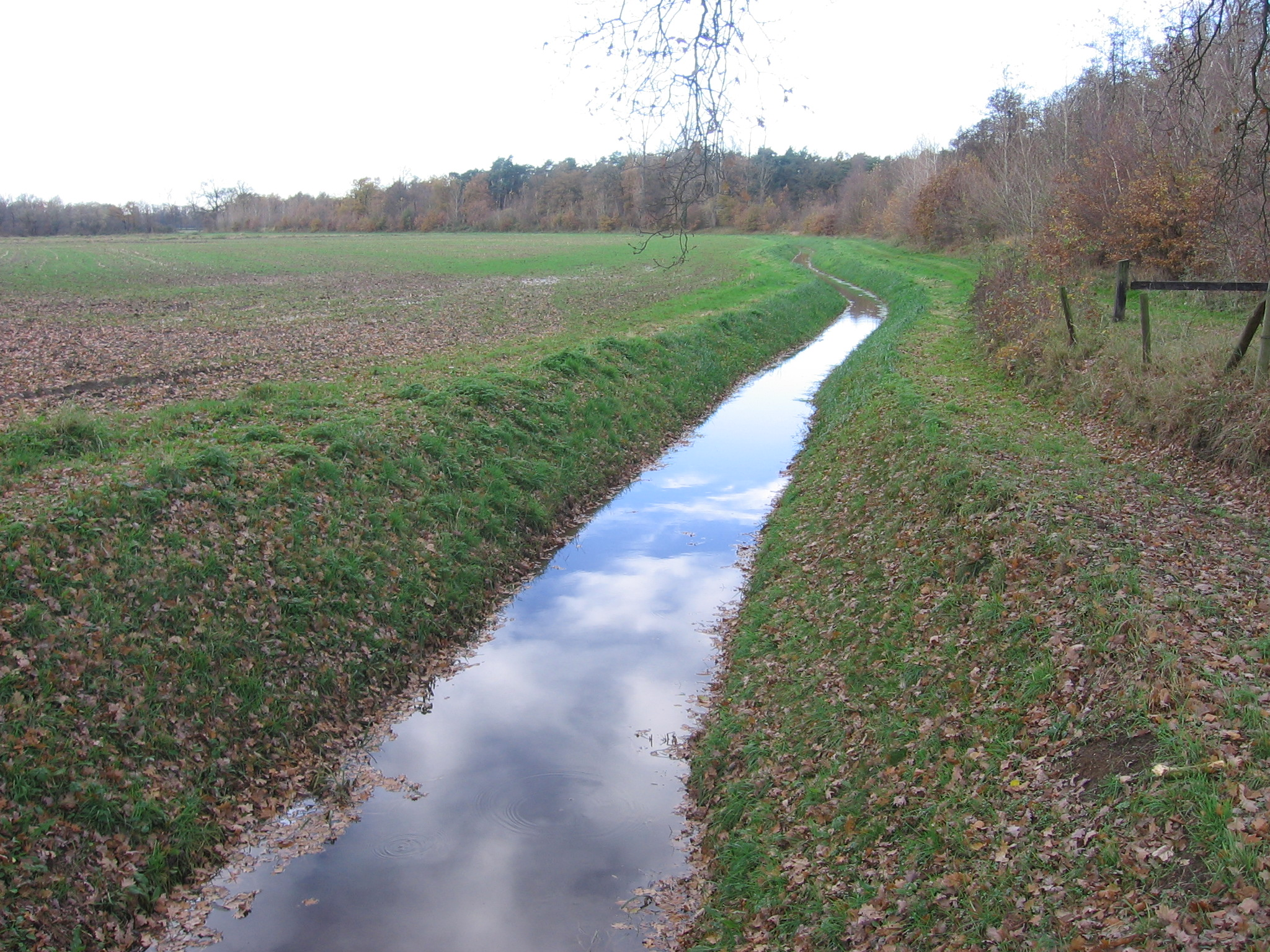
De Hagmolenbeek bij Koerdam waar de beek uitkomt op de Regge

De Hagmolenbeek is een beek in de omgeving van Haaksbergen, Beckum en Bentelo. De beek ontspringt ten westen van Ahaus in Duitsland op een hoogte van ongeveer vijftig meter boven zeeniveau. Het eerste deel van de beek, tot het Buurserveen, wordt Hegebeek genoemd; 25 kilometer stroomafwaarts mondt de beek sinds de jaren dertig van de twintigste eeuw uit in het Twentekanaal nabij de sluis van Delden. Oorspronkelijk liep de beek nog tien kilometer door om bij het Koerdam in de Regge uit te komen.
De beek is genoemd naar middeleeuwse Hagmolen in Bentelo. Deze watermolen, waarbij de havezate Hagmeule zou verrijzen, was eerst een oliemolen en werd later gebruikt voor het malen van koren. De molen is op 22 oktober 1866 door brand verwoest en niet herbouwd.
Het Waterschap Regge en Dinkel heeft op verschillende plaatsen in de Hagmolenbeek vispassages aan laten leggen. Ook bevat de hagmolenbeek veel vis snoek, baars, voorn, karper
top vis plek 

## Externe links

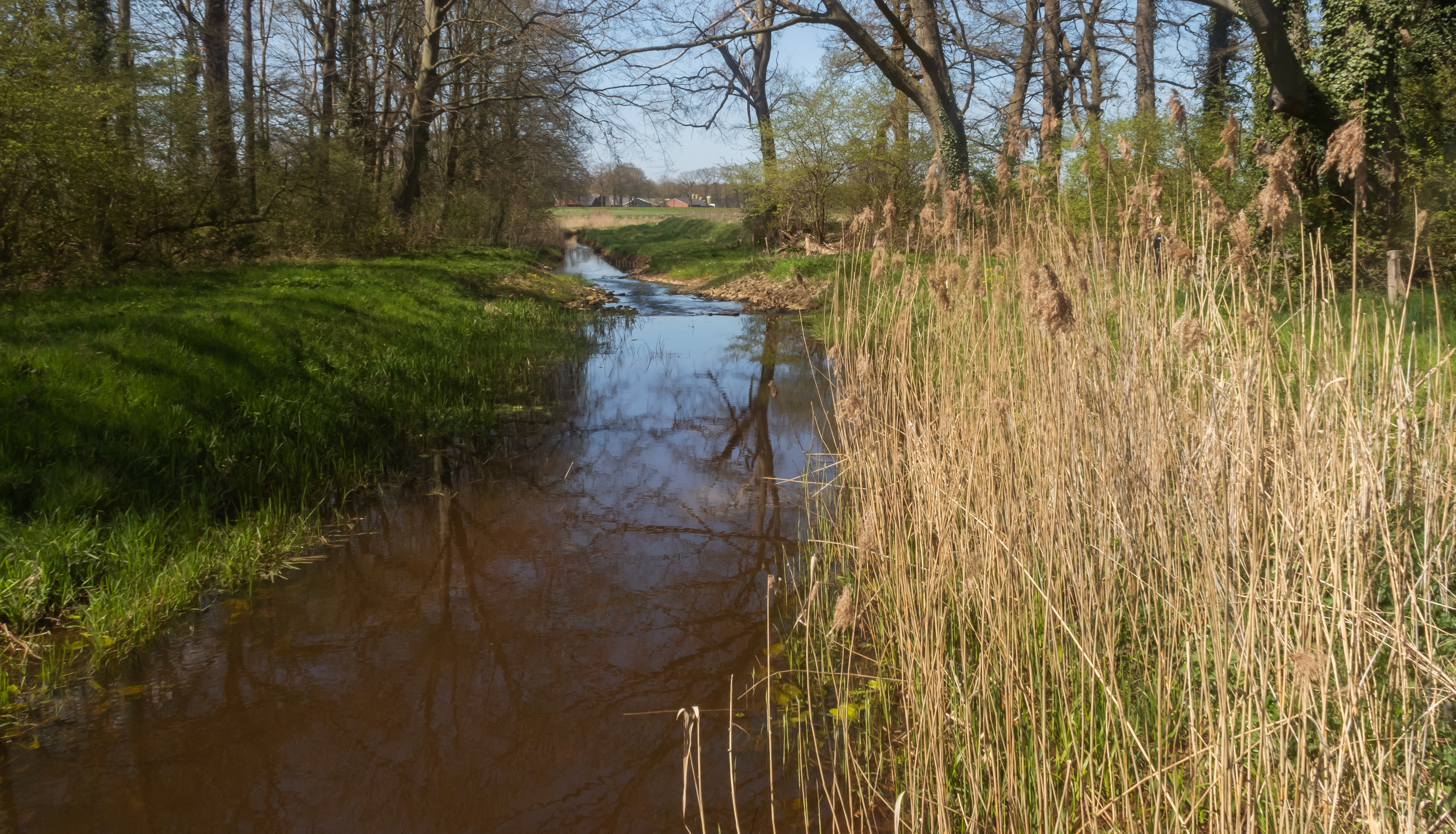
Hagmolenbeek bij Beckum
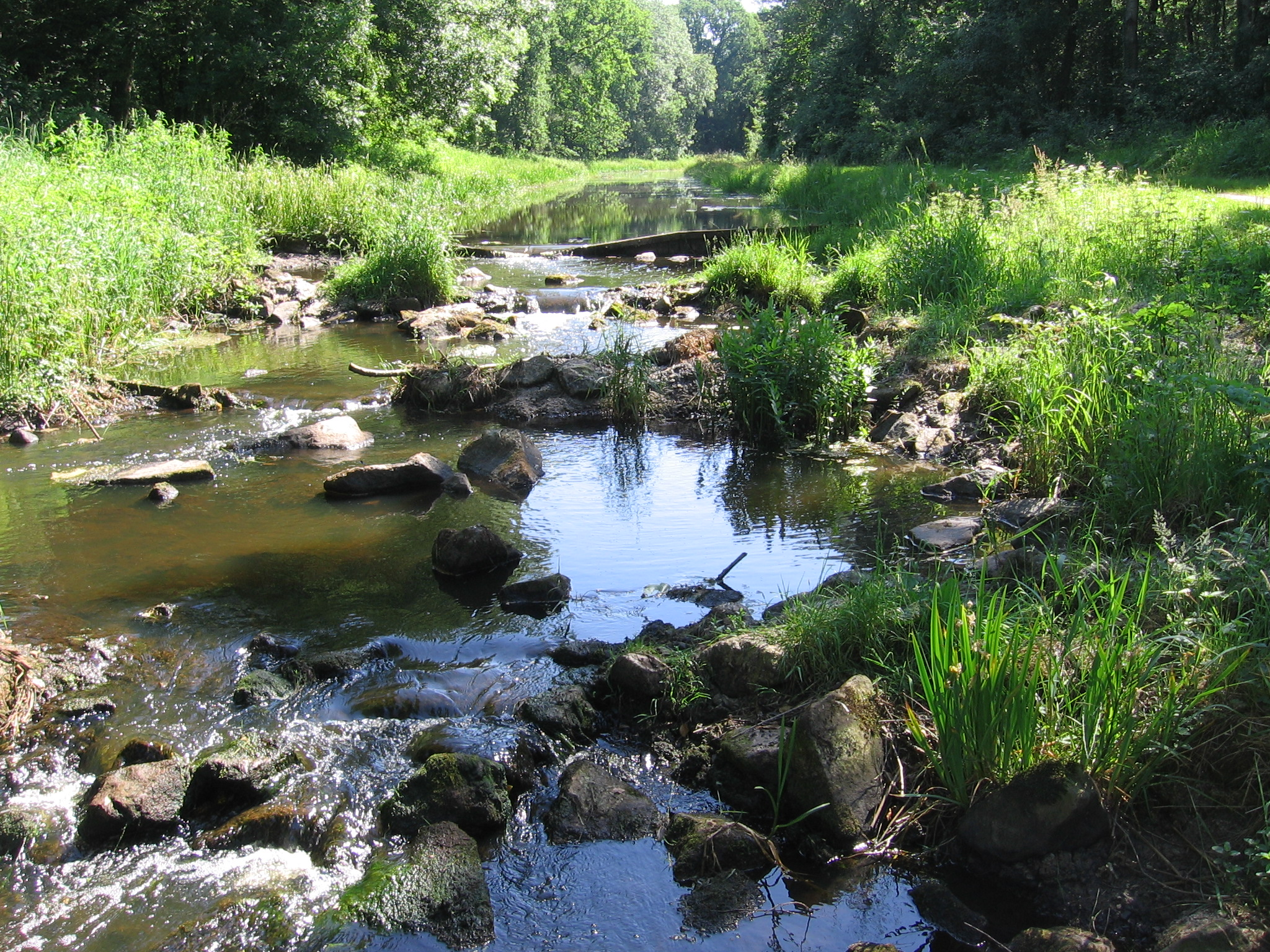
Vistrap in de Hagmolenbeek